# Marcela Bovio
Marcela Alejandra Bovio García (née le 17 octobre 1979 à Monterrey, dans le Nuevo León) est une chanteuse soprano mexicaine. Elle est l'une des fondatrices du groupe mexicain Elfonía. Elle rejoint le projet d'Arjen Lucassen, Ayreon, pour l'album The Human Equation. Plus tard, elle devient la chanteuse principale d'un autre projet de Lucassen, Stream of Passion, avec lequel elle réalise quatre albums : Embrace the Storm, The Flame Within, Darker Days, et A War of Our Own, ainsi qu'un album live : Live in the Real World.
En 2015, elle lance sa carrière solo et sort un premier EP : Found!. Suivront deux autres albums : Unprecedented en 2016 et Through Your Eyes en 2017. En concert, elle est accompagnée du claviériste néerlandais Erik van Ittersum avec qui elle sort en 2017 une version alternative de son premier album : Unprecedented - The Piano Sessions. Marcela définit le style de sa musique comme une rencontre entre la musique classique et la pop baroque.
En 2017, elle rejoint le groupe de death metal symphonique MaYaN, créé par Mark Jansen.

## Biographie
Marcela est née à Monterrey au Mexique, le 17 octobre 1979. Elle est la sœur de Diana Bovio, qui est également chanteuse et actrice. Elle a déménagé aux Pays-Bas en 2008.
Après plusieurs mois d'inactivité sur les réseaux sociaux, Marcela Bovio a annoncé en décembre 2019 qu'on lui avait diagnostiqué un cancer du col de l'utérus et qu'elle était sous traitement.
En mai 2020, Marcela Bovio a déclaré qu'elle était complètement guérie.

## Détails
Le 28 octobre 2011, elle épouse Johan van Stratum, bassiste de Stream of Passion. Dans l'album The Flame Within, elle reprend Street Spirit du groupe Radiohead.

## Discographie

### Ayreon
- The Human Equation (2004) - dans le rôle de "wife"
- The Final Experiment (2005) - voix sur Waracle

### Elfonía
- Elfonía (2003)
- This Sonic Landscape (2005)

### Stream of Passion
- Embrace the Storm (2005)
- Out in the Real World (single ; 2006)
- Live in the Real World (2006) (live ; CD et DVD)
- The Flame Within (2009)[3]
- Darker Days (2011)
- A War of Our Own (2014)

### MaYan
- Dhyana (2018)

### Solo
- Found! (2015 - EP)
- Unprecedented (2016)
- Unprecedented - The Piano Sessions (2017)
- Through Your Eyes (2018)